# 渡辺恂三
渡辺 恂三（わたなべ じゅんぞう、1933年(昭和3年)12月2日 - 2013年（平成2年）8月12日は、日本の洋画家。

## 役職
千葉大学工業短期大学部工業意匠科助手、同大学工学部工業意匠学科助手、東京造形大学美術学科助教授、京都市芸術大学美術学部教授、宝塚造形芸術大学教授を務めた。

### 著編書
- 『新・技法シリーズ　デザインスケッチ』（美術出版社、1966年）

### 挿絵
- バリー『ピーター・パン』（集英社、1966年、母と子の名作童話24）
- 山本太郎詩集『スサノヲ』（筑摩書房、1983年）

### 絵本
- 『こっぷこっぷこっぷ』（福音館、1995年、こどものとも．0．1．2　7号、かみじょうゆみこ文）

### 論文
- 「表示方法に於ける透視図法の実際的問題に就て」（『千葉大学工業短期大学部研究報告』第2巻第2号、1963年、協力：赤穴宏、川口泉、佐善明）